# Fyra smarta bovar
Fyra smarta bovar är en amerikansk film från 1972 i regi av Peter Yates. Filmen är baserad på Donald E. Westlakes roman Den heta stenen från 1970. Huvudrollerna spelas av Robert Redford, George Segal, Ron Leibman, Paul Sand, Moses Gunn och Zero Mostel.

## Rollista i urval
- Robert Redford - Dortmunder
- George Segal - Kelp
- Ron Leibman - Murch
- Paul Sand - Greenberg
- Moses Gunn - Dr. Amusa
- Zero Mostel - Abe Greenberg
- Christopher Guest - Polis
- Graham Jarvis - Vakt
- Lynne Gordon - Miasmo
- Charlotte Rae - Ma Murch
- Harry Bellaver - Rollo the Bartender
- Robert Levine - Polis på Polisstationen
- Burt Richards - Polis (ej krediterad)